# Tomás de Almeida
Tomás de Almeida (ur. 11 września 1670 w Lizbonie, zm. 27 lutego 1754 tamże) – portugalski duchowny rzymskokatolicki,  biskup Lamego i Porto, pierwszy patriarcha Lizbony, kardynał.

## Życiorys
22 maja 1695 przyjął święcenia diakonatu, a 12 czerwca 1695 prezbiteriatu i został kapłanem archidiecezji lizbońskiej.
6 grudnia 1706 wybrany biskupem Lamego. 3 kwietnia 1707 przyjął sakrę biskupią z rąk bpa Nuno de Cunha da Ataíde. Współkonsekratorami byli biskup pomocniczy Bragi Antonio Botado de Foios Pereira OESA oraz biskup pomocniczy Lizbony Pedro de Foyos OESA.
22 lipca 1709 przeniesiony na biskupstwo w Porto. 2 września 1716 mianowany arcybiskupem lizbońskim. 7 listopada 1716, jeszcze przed zatwierdzeniem go na tej katedrze, archidiecezja lizbońska została podniesiona do rangi patriarchatu. 7 grudnia 1716 papież Klemens XI zatwierdził kandydaturę bpa de Almeidy na stanowisko patriarchy.
Podczas konsystorza 20 grudnia 1737 papież Klemens XII mianował go kardynałem prezbiterem. Nie objął kościoła tytularnego. Nie uczestniczył w konklawe w 1740.